# River Song (singolo)
River Song è un singolo di Dennis Wilson pubblicato nel 1977 come primo estratto dal suo unico album da solista Pacific Ocean Blue.

## Tracce
Lato A
1. River Song - 3:44

Lato B
1. Farewell My Friend - 2:24